# Andy Jassy
Andrew R. Jassy (ur. 13 stycznia 1968) – amerykański przedsiębiorca żydowsko-węgierskiego pochodzenia, dyrektor generalny Amazon.com od 5 lipca 2021 roku po rezygnacji Jeffa Bezosa. Był odpowiedzialny za Amazon Web Services oraz Amazon Music. Jest udziałowcem klubu hokejowego Seattle Kraken.

## Życie prywatne
W 1997 poślubił Elanę Rochelle Caplan, projektantkę mody Eddie Bauer, z którą ma dwójkę dzieci.